# Phyllocnistis perseafolia
Phyllocnistis perseafolia is een vlinder uit de familie van de mineermotten (Gracillariidae). De wetenschappelijke naam van de soort werd voor het eerst geldig gepubliceerd in 2011 door Davis & Wagner.